# Oscar Hiljemark
Oscar Carl Niclas Hiljemark (ur. 28 czerwca 1992 w Gislaved) – szwedzki piłkarz występujący na pozycji pomocnika, później trener piłkarski.

## Kariera klubowa
Hiljemark treningi rozpoczął w zespole Gislaveds IS. W 2008 roku przeszedł do juniorów klubu IF Elfsborg. W 2010 roku został włączony do jego pierwszej drużyny, grającej w Allsvenskan. W tej lidze zadebiutował 26 września 2010 roku w zremisowanym 2:2 pojedynku z Brommapojkarną. W debiutanckim sezonie 2010 w Allsvenskan zagrał cztery razy. 27 czerwca 2011 roku w wygranym 2:1 spotkaniu z Syrianska FC strzelił pierwszego gola w lidze. Łącznie w pierwszej lidze szwedzkiej wystąpił w 61 meczach, strzelając w nich 5 goli.
4 stycznia 2013 roku podpisał kontrakt z PSV Eindhoven. W Eredivisie zadebiutował 26 stycznia 2013 roku w wygranym 5:1 meczu z Heracles Almelo. Pierwszego gola w tych rozgrywkach strzelił 17 sierpnia 2013 roku w wygranym 3:0 spotkaniu z Go Ahead Eagles. W 2015 roku zdobył mistrzostwo Holandii. Łącznie w barwach PSV rozegrał 49 spotkań w Eredivisie, w których zdobył 2 bramki.
W lipcu 2015 roku podpisał czteroletni kontrakt z US Palermo. W Serie A swój pierwszy mecz rozegrał 23 sierpnia 2015 roku z Genoą (1:0). Pierwszą bramkę w lidze włoskiej zdobył 13 września 2015 roku w zremisowanym 2:2 meczu z AC Carpi. W styczniu 2017 roku został wypożyczony do Genoi, pół roku później został wykupiony przez ten klub. W sierpniu 2017 roku udał się na wypożyczenie do Panathinaikosu, a we wrześniu 2019 roku trafił do Dinama Moskwa. W 2020 roku przeszedł do Aalborga. W czerwcu 2021 roku, z powodu długiej kontuzji, postanowił zakończyć karierę piłkarską.
| Sezon   | Klub                    | Kraj     | Rozgrywki          | Mecze | Bramki | Rozgrywki Europy                    | Mecze | Bramki |
| ------- | ----------------------- | -------- | ------------------ | ----- | ------ | ----------------------------------- | ----- | ------ |
| 2010    | IF Elfsborg             | Szwecja  | Allsvenskan        | 4     | 0      | –                                   | –     | –      |
| 2011    | IF Elfsborg             | Szwecja  | Allsvenskan        | 29    | 3      | Liga Europy UEFA                    | 5     | 1      |
| 2012    | IF Elfsborg             | Szwecja  | Allsvenskan        | 28    | 2      | Liga Europy UEFA                    | 5     | 1      |
| 2012/13 | PSV Eindhoven           | Holandia | Eredivisie         | 11    | 0      | –                                   | –     | –      |
| 2013/14 | PSV Eindhoven           | Holandia | Eredivisie         | 27    | 2      | Liga Mistrzów UEFA/Liga Europy UEFA | 7     | 0      |
| 2014/15 | PSV Eindhoven           | Holandia | Eredivisie         | 11    | 0      | Liga Europy UEFA                    | 5     | 0      |
| 2015/16 | US Città di Palermo     | Włochy   | Serie A            | 38    | 4      | –                                   | –     | –      |
| 2016/17 | US Città di Palermo     | Włochy   | Serie A            | 15    | 0      | –                                   | –     | –      |
| 2016/17 | Genoa CFC (wyp.)        | Włochy   | Serie A            | 14    | 2      | –                                   | –     | –      |
| 2017/18 | Panathinaikos AO (wyp.) | Grecja   | Superleague Ellada | 16    | 1      | –                                   | –     | –      |
| 2017/18 | Genoa CFC               | Włochy   | Serie A            | 15    | 0      | –                                   | –     | –      |
| 2018/19 | Genoa CFC               | Włochy   | Serie A            | 17    | 1      | –                                   | –     | –      |
| 2019/20 | Dinamo Moskwa (wyp.)    | Rosja    | Priemjer-Liga      | 14    | 0      | –                                   | –     | –      |
| 2020/21 | Aalborg BK              | Dania    | Superligaen        | 10    | 1      | –                                   | –     | –      |

## Kariera reprezentacyjna
Hiljemark występował w młodzieżowych reprezentacjach Szwecji. W 2015 z kadrą U-21 wywalczył mistrzostwo Europy.
W pierwszej reprezentacji zadebiutował 18 stycznia 2012 roku w wygranym 2:0 towarzyskim meczu z Bahrajnem, w którym strzelił także gola. Występował na Euro 2016 oraz na Mistrzostwach Świata 2018. Łącznie w reprezentacji Szwecji rozegrał 28 spotkań, strzelając w nich 2 gole.

## Kariera trenerska
Po zakończeniu kariery piłkarskiej, w czerwcu 2021 roku został asystentem trenera w Aalborgu. Od stycznia do marca 2022 roku tymczasowo pełnił funkcję szkoleniowca tego zespołu. W marcu 2023 roku zastąpił Erika Hamréna na stanowisku pierwszego trenera w związku ze słabymi wynikami drużyny w Superligaen. Dwa miesiące później podpisał kontrakt do 2027 roku. Mimo przedłużenia umowy Aalborg spadł do 1. division. W kwietniu 2024 roku IF Elfsborg ogłosił wykupienie Hiljemarka z Aalborga. Szwed w tym samym miesiącu odszedł z duńskiego zespołu. Funkcję trenera w Elfsborgu objął 3 czerwca 2024 roku, po odejściu Jimmy'ego Thelina do Aberdeen.